# Chantel Riley
Pour les articles homonymes, voir Riley.
Chantel Riley, née à Toronto, est une actrice canadienne, connue pour son rôle de Trudy Clarke dans Frankie Drake Mysteries. Elle est également la voix de Layla Hassan dans la saga de jeux vidéos Assassin's Creed depuis 2017.

## Biographie
Chantel Riley est née à Toronto (Canada) de parents jamaïcains. Elle fait des études de sociologie à l'Université d'York.
En 2011, elle fait ses débuts au théâtre avec le rôle de Nala dans la version musicale de Le Roi lion à Hambourg en Allemagne, et doit apprendre tout son texte et ses chansons en allemand. Elle reprend le rôle l'année suivante à Broadway. Elle quitte finalement la production le 3 juillet 2016.
Elle fait ses débuts au cinéma en 2016 en jouant le rôle du grand amour de Jesse Owens, Quincella, dans le biopic La Couleur de la victoire. Après avoir joué le rôle d'Angela Cook dans un épisode de Suits : Avocats sur mesure, elle reprend le rôle pour neuf épisodes dans son spin-off Pearson.
Elle obtient le rôle de la vampire Kate / Comtesse dans la série de Syfy, Wynonna Earp, rôle qu'elle tient à partir du premier épisode de la saison 3. En parallèle, elle joue un des rôles principaux de Frankie Drake Mysteries, Trudy Clarke.
En juin 2019, elle sort son premier EP, Not Anymore.

## Activisme
Elle est liée à la Fondation Khan, une association à but non lucratif située à Lagos (Nigeria) qui a pour but de construire des écoles et d'offrir au plus grand nombre d'enfants l'accès à l'éducation.

## Filmographie
Sauf indication contraire, les informations mentionnées dans cette section peuvent être confirmées par la base de données cinématographiques IMDb,  présente dans la section « Liens externes ».

### Cinéma
- 2015 : A Teacher's Nightmare de James Brown Orleans : Ms. Key (court métrage)
- 2016 : La Couleur de la victoire (Race) de Stephen Hopkins : Quincella
- 2016 : Gaslight de Andre Newell : Joanne (court métrage)
- 2016 : Under Their Little Red Riding Hoods de James Brown Orleans : Joen (court métrage)

### Télévision
- 2017-2019 : Frankie Drake Mysteries : Trudy Clarke (31 épisodes)
- 2018 : Suits : Avocats sur mesure : Angela Cook (saison 7, épisode 16)
- 2018-2020 : Wynonna Earp : Kate / Comtesse (9 épisodes)
- 2019 : Pearson : Angela Cook (9 épisodes)
- 2020 : Hudson et Rex (saison 2, épisode 11)

### Jeux vidéo
- 2017 : Assassin's Creed Origins : Layla Hassan (voix)
- 2018 : Discovery Tour by Assassin's Creed: Ancient Egypt : Layla Hassan (voix)
- 2018 : Assassin's Creed Odyssey : Layla Hassan (voix)
- 2020 : Assassin's Creed Valhalla : Layla Hassan (voix)